# Distretto di Gölmarmara
Il distretto di Gölmarmara (in turco Gölmarmara ilçesi) è uno dei distretti della provincia di Manisa, in Turchia. Il distretto si trova nel centro della provincia. Confina con i seguenti distretti: Salihli a sud-est, Ahmetli a sud-ovest, Saruhanlı a ovest e Akhisar e Gördes a nord. La strada D555 va da Ahmetli ad Akhisar attraversando il capoluogo distrettuale. Nel sud del distretto si trova il lago di Marmara.